# Francesc V de Mòdena
Francesc V de Mòdena (Mòdena, Ducat de Mòdena 1819 - Viena, Imperi austríac 1875) fou un arxiduc d'Àustria que va esdevenir duc de Mòdena des de 1846 fins a 1859.

## Orígens familiars
Va néixer a la ciutat de Mòdena el dia 1 de juny de 1819 fill del duc Francesc IV de Mòdena i de la princesa Maria Beatriu de Savoia. Francesc era net per via paterna del duc Ferran III de Mòdena i de la princesa Maria Beatriu d'Este, mentre que per via materna ho era del rei Víctor Manuel I de Sardenya i de l'arxiduquessa Maria Teresa d'Àustria-Este.
Fou germà de Maria Teresa d'Àustria-Este, casada amb el pretendent Enric de Borbó; Ferran Carles d'Àustria-Este i Maria Beatriu d'Àustria-Este.

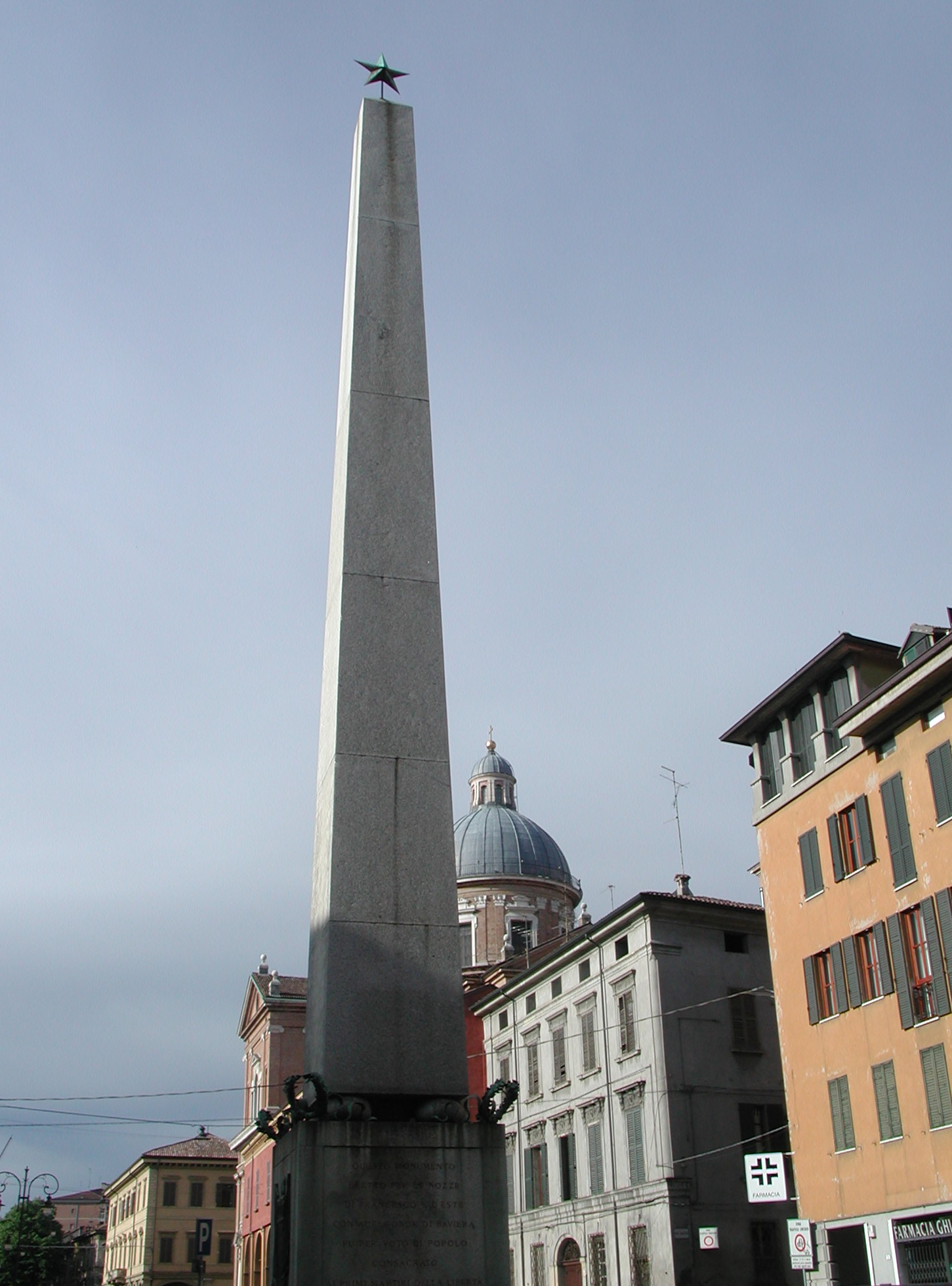
Obelisc erigit a Reggio de l'Emília amb motiu del casament de Francesc V de Mòdena i Adelgundes de Baviera.

## Núpcies i descendents
El dia 19 d'octubre de 1848 es casà amb la princesa Adelgundes de Baviera, filla del rei Lluís I de Baviera i de la princesa Teresa de Saxònia-Hildburghausen. La parella tingué un única filla:
- SAIR l'arxiduquessa Anna d'Àustria-Este (1848-1849).

## Ascens al poder
A la mort del duc Francesc IV de Mòdena, ocorreguda el dia 21 de gener de 1846, fou nomenat duc de Mòdena. Els territoris patrimonials dels Àustria-Este englobaven tant el Ducat de Mòdena com els territoris de Massa, Carrara, Luiningiana, Reggio i la Mirandola. L'any 1847 heretà a la mort de l'arxiduquessa Maria Lluïsa d'Àustria el Ducat de Guastalla.
L'any 1859 el Ducat de Mòdena fou ocupat militarment per les tropes del rei Víctor Manuel II d'Itàlia. L'any 1860 el ducat fou annexionat al Regne de Sardenya-Piemont després de la celebració d'un plebiscit en què el poble de Mòdena accepta la unió. A partir d'aquell moment Francesc V es traslladà a viure a Viena on visqué la resta de la seva vida.
L'any 1840, arran de la mort de la princesa Maria Beatriu de Savoia, fou considerat el rei titular d'Anglaterra i Escòcia pels jacobistes. A la seva mort, ocorreguda el 20 de novembre de 1875, fou la seva neboda, l'arxiduquessa Maria Teresa d'Àustria-Este la considerada cap del legitimistes.